# Filialkirche St. Luzia (Bleiburg)

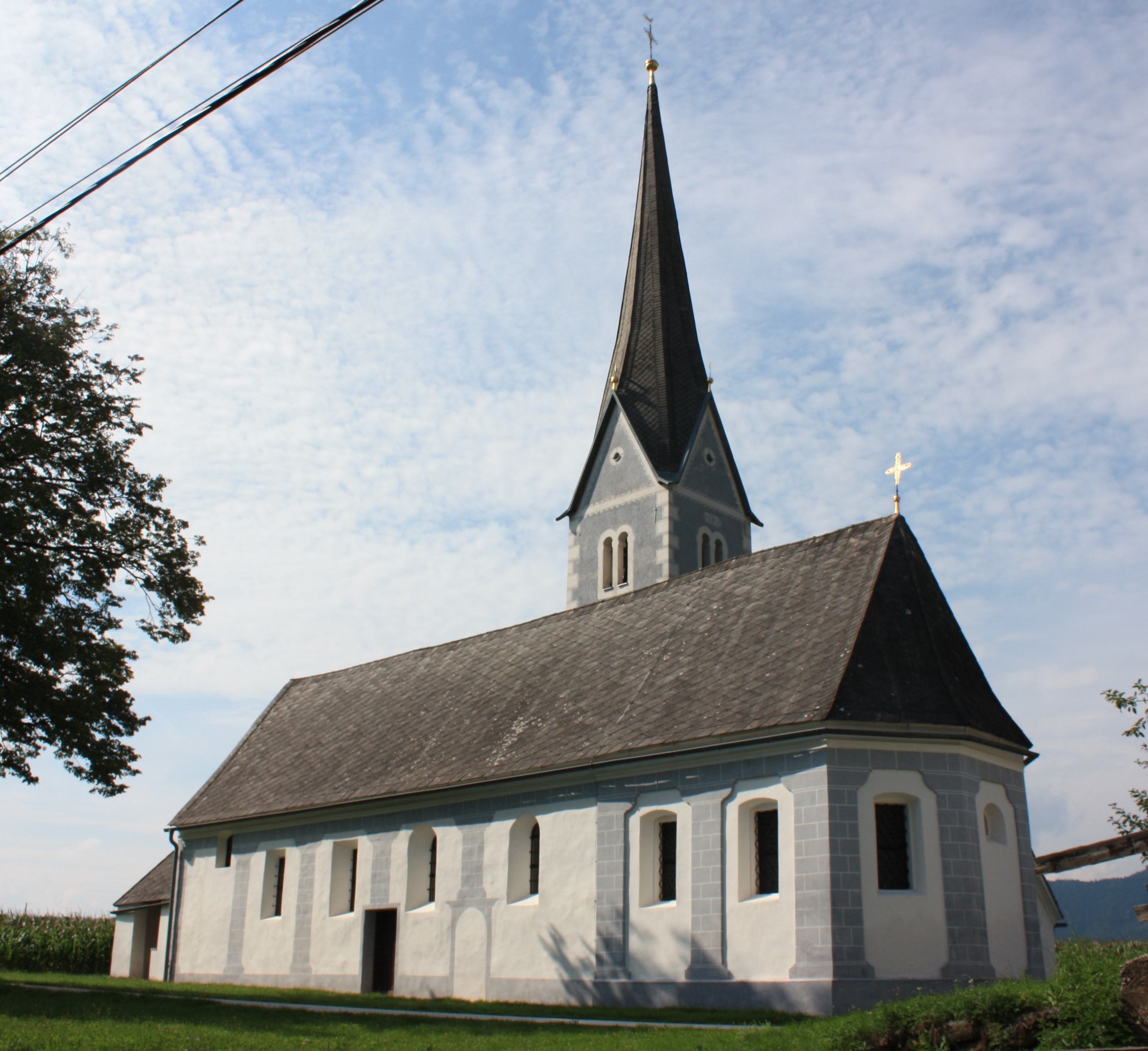
Filialkirche St. Luzia

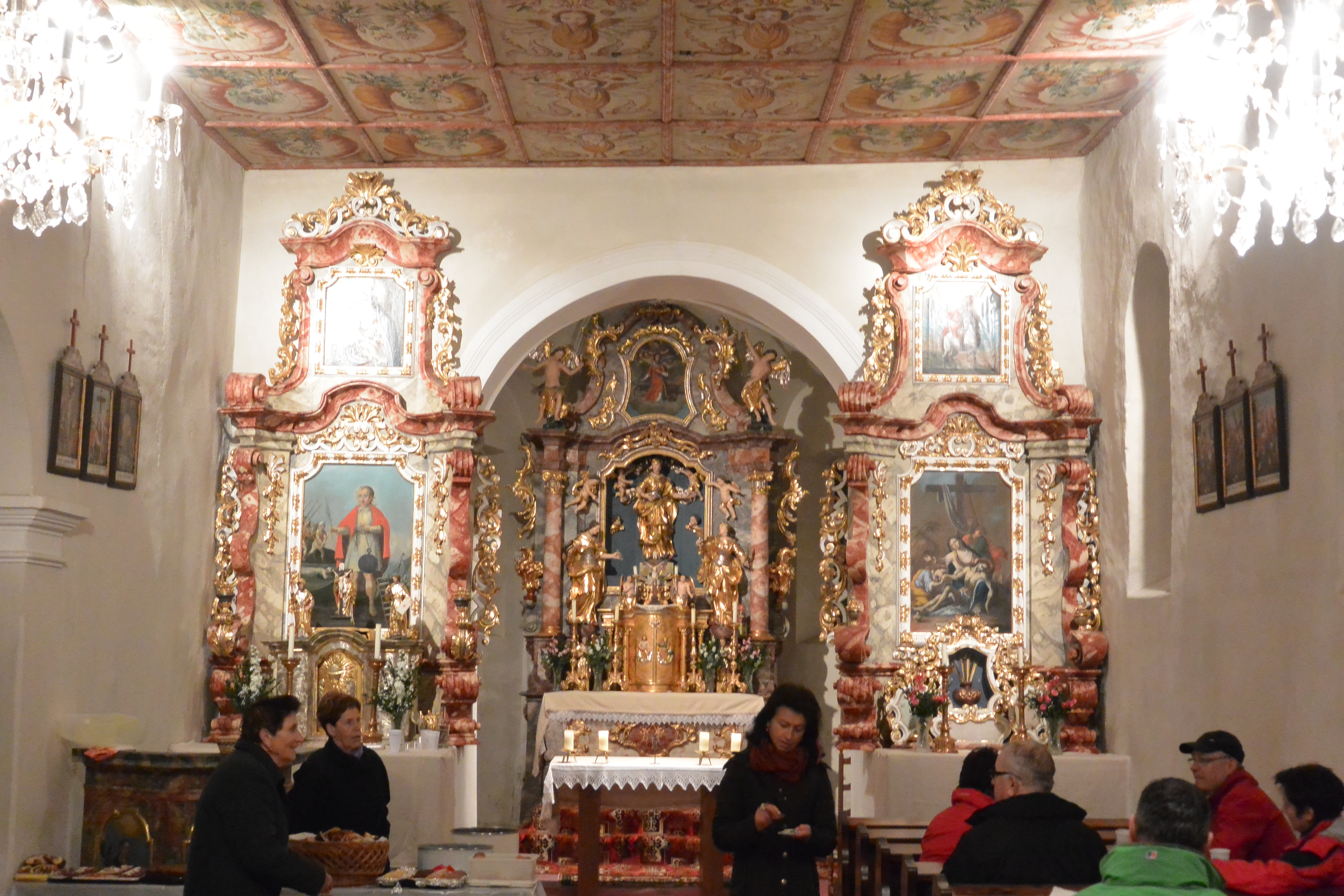
Innenansicht

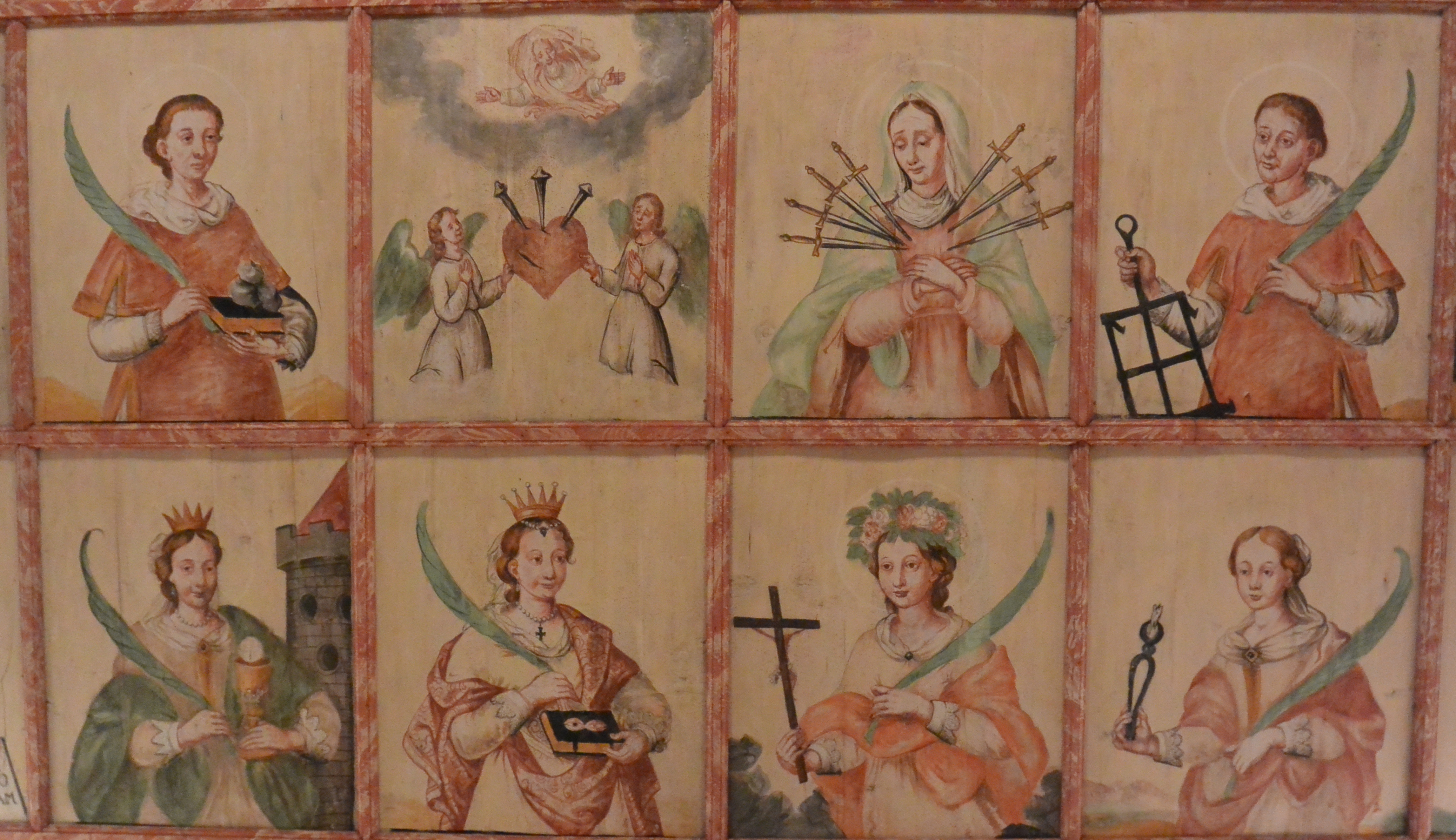
Ausschnitt der Schablonendecke

Die Filialkirche St. Luzia gehört zur römisch-katholischen Pfarre Schwabegg und steht, einsam gelegen, nördlich des Ortes Aich/Dob in der Gemeinde Bleiburg. Die Kirche ist eine Zwischenstation bei dem Jauntaler Dreibergelauf.

## Baubeschreibung
Der Kern des Langhauses stammt aus der Romanik, ersichtlich an zwei Fenstern der Langhaussüdwand. Anfang des 18. Jahrhunderts wurde die Kirche erweitert, nach Westen mit einer Verlängerung des Schiffs, nach Osten mit einer Vergrößerung des Altarraums. Zur selben Zeit wurde der mit 1726 bezeichnete Nordturm errichtet. Im Turm hängen eine 1670 von Lorenz Pez und eine 1675 von Mathias Landsmann gegossene Glocken. Bei der Restaurierung des Turmes 1997 stellte man die barocke Architekturpolychromie der Eckquaderung wieder her. Zwischen Turm und Chor ist die Sakristei angebaut. Der polygonale Chor ist mit Wandvorlagen geschmückt.
Über dem Langhaus erstreckt sich eine schablonierte barocke Flachdecke aus dem späten 17. Jahrhundert. In den quadratischen Feldern sind Maria, Heilige, Stifter sowie Engelsköpfe und Füllhörner dargestellt. Die hölzerne Westempore von ca. 1900 steht auf schmalen Balustersäulen. Die Decke unterhalb der Empore stammt aus Teilen der ehemaligen Langhausdecke über der Empore. Heute ist dort eine hölzerne Flachtonne eingezogen. Vor dem schmalen rundbogigen Triumphbogen führt eine barocke Bogenöffnung in den Turm. Da befindet sich der Zugang zur tonnengewölbten Sakristei. Über dem zweijochigen, barocken Chor erhebt sich ein von Stuckrippen gerahmtes Stichkappengewölbe. Die polygonale Apsis wird durch Pilaster gegliedert.

## Ausstattung
Am spätbarocken Hochaltar aus dem dritten Viertel des 18. Jahrhunderts steht die Schnitzfigur der Kirchenheiligen Lucia, flankiert von den Heiligen Agatha und Barbara. Das Aufsatzbild zeigt den heiligen Laurentius.
Die Bilder der beiden um 1770 entstandenen Seitenaltäre werden Johann Andreas Strauß zugeschrieben. Das Altarblatt am rechten Altar zeigt die Beweinung Christi, das Aufsatzbild den heiligen Longinus. Am linken Altar ist der heilige Justus zu sehen, darüber eine Muttergottes mit Kind.
Das um 1720 gemaltes Altarbild in der Seitenkapelle zeigt die Flucht nach Ägypten und den bethlehemitischen Kindermord.
Der um 1700 gefertigte Kanzelkorb wurde zum Ambo umgebaut.
Die Konsolstatue des David mit Harfe stammt aus dem dritten Viertel des 18. Jahrhunderts.